# Shahla Jahed
Khadijeh Shahla Jahed (10 de mayo de 1969 - 1 de diciembre de 2010) fue una enfermera iraní que fue condenada a muerte por su presunta participación en el asesinato de la esposa de su amante. Fue ahorcada el 1 de diciembre de 2010, siendo la 146ª persona ejecutada en Irán ese año.

## Caso y sentencia
Jahed había estado viviendo con Nasser Mohammadkhani, un futbolista iraní que se convirtió en su amante en un matrimonio temporal (Nikah mut‘ah). Jahed fue arrestada y acusada el 9 de octubre de 2002 por el asesinato de Laleh Saharkhizan, la esposa de Mohammadkhani. Mohammadkhani estaba en Alemania cuando ocurrió el asesinato, pero más tarde se supo que estaba "casado temporalmente" con Jahed, una práctica permitida por el Islam chiita.
Jahed fue juzgada y sentenciada a muerte en junio de 2004. El futbolista Mohammadkhani se enfrentó por primera vez a cargos de adulterio. Posteriormente se anularon, pero fue sentenciado a 74 latigazos por tomar drogas después de que el tribunal escuchó que había fumado opio con Jahed.

## Ejecución
Grupos internacionales de derechos humanos habían hecho campaña por su liberación, ya que había estado encarcelada por más de ocho años. Un día antes de la ejecución, Amnistía Internacional hizo un llamamiento de última hora para que se detuviera la ejecución, diciendo que Jahed no había recibido un juicio justo. Los tribunales iraníes detuvieron la ejecución de Shahla Jahed cuando el caso de Sakineh Mohammadi Ashtiani se hizo público.
Jahed fue ejecutada el 1 de diciembre de 2010 a las 5 a. m. hora local en la prisión de Evin, al norte de Teherán. Al hermano de la víctima se le permitió sacar el taburete de debajo de sus pies.